# Tucson, Arizona
Tucson (slovenska izgovorjava [túson], angleška izgovorjava: /ˈtuːsɒn/) je mesto v ameriški zvezni državi Arizona. Mesto je z nekaj nad pol milijona prebivalcev drugo največje v Arizoni (za Phoenixom) in (32. največje) v ZDA. Celotno velemestno območje ima dober milijon prebivalcev.
Mesto so ustanovili španski priseljenci, ko so leta 1775 tod zgradili utrdbo. Leta 1821 je z osamosvojitvijo Mehike od Španije postal del Mehike. Leta 1853 je z Gadsdenovo kupčijo pripadel ZDA. V Tucsonu ima sedež Univerza Arizone.